# Mont Taka
Le mont Taka (高岳, Taka-dake) est une montagne culminant à 721 m d'altitude des monts Hokusetsu, à la limite d'Inagawa dans la préfecture de Hyōgo et Nose dans la préfecture d'Osaka au Japon. Il constitue une importante partie du parc naturel de Hokusetsu.
Le mont Taka est l'un des principaux sommets des monts Hokusetsu, eux-mêmes considérés comme faisant partie du plateau Tamba. C'est une montagne caractéristique de cette région, à l'instar des monts Kenpi, Yokoo et Hankokou.
Le mont Taka, dont la forme est pyramidale, est historiquement un objet de culte des populations de la région autour de la montagne au milieu de laquelle se trouve le temple Fudoson d'Inagawa.